# Jade Shekells

a Compétitions nationales et continentales officielles uniquement.

b Matchs officiels uniquement.
Dernière mise à jour le 29 juillet 2025.
Jade Shekells, née le 28 septembre 1996 à Worcester (Angleterre), est une joueuse internationale anglaise de rugby à XV et internationale anglaise et britannique de rugby à sept évoluant au poste de centre à XV et d'ailier à sept.

## Biographie
Jade Shekells naît le 28 septembre 1996 à Worcester en Angleterre,.
À partir de la saison 2024-2025, elle joue au Gloucester-Hartpury RFC.
Elle n'a encore aucune sélection en équipe d'Angleterre de rugby à XV quand elle est retenue pour participer au Tournoi des Six Nations sous les couleurs de son pays. Elle honore sa première cape le 23 mars 2025, dans un match contre l'Italie,.
En juillet 2025, elle est sélectionnée pour la Coupe du monde de rugby à XV en Angleterre.

## Palmarès
- Vainqueur du Tournoi des Six Nations en 2025.